# Emarti
Emarti är en ort i distriktet Trans Mara i provinsen Rift Valley i Kenya. År 1999 hade staden 18 300 invånare.